# U-Bahn-Station Kagraner Platz
Kagraner Platz is een metrostation in het district Donaustadt van de Oostenrijkse hoofdstad Wenen. Het station werd geopend op 2 september 2006 en wordt bediend door lijn U1. 

## Geschiedenis
Op 26 januari 1968 werd besloten om een metronet in Wenen aan te leggen met drie lijnen waaronder de U1 tussen Reumannplatz en Praterstern. De nadere uitwerking van het metronet, de U-Bahn-Netzvariante M uit 1970, omvatte een veel groter net met verlengingen die pas later zouden worden toegevoegd. Het station was daarin opgenomen als Donaufelder Straße iets verder naar het naar het westen. Het gerealiseerde station werd aan een gewijzigd tracé in een tunnel gebouwd tussen de bovengronds gelegen stations Kagran en Rennbahnweg. 

## Ligging en inrichting
Het station ligt onder de Wagramer Straße tussen de Donaufelder Straße en de Doningasse. De naamgevende Kagraner Platz werd in 1909 naar het vroegere dorp, en inmiddels stadsdeel, Kagran genoemd en ligt vlak ten oosten van het station. Het eilandperron ligt ongeveer 13 meter diep tussen  de twee toegangen aan weerszijden van de Donaufelder Straße. Het stationsgebouw aan de noordkant van het kruispunt Wagramer Straße/Donaufelder Straße ligt te midden van bushaltes waar overgestapt kan worden op de buslijnen 22A (tussen de metrostations Kagran en Aspernstraße), 24A (richting Breitenlee) en 31A (richtung Großjedlersdorf). In de Donaufelder Straße kan worden overgestapt op  tramlijn 26 tussen de Hausfeldstraße en Strebersdorf.
In de buurt van het station liggen de Kagraner Pfarrkirche en het Bezirksmuseum Donaustadt.

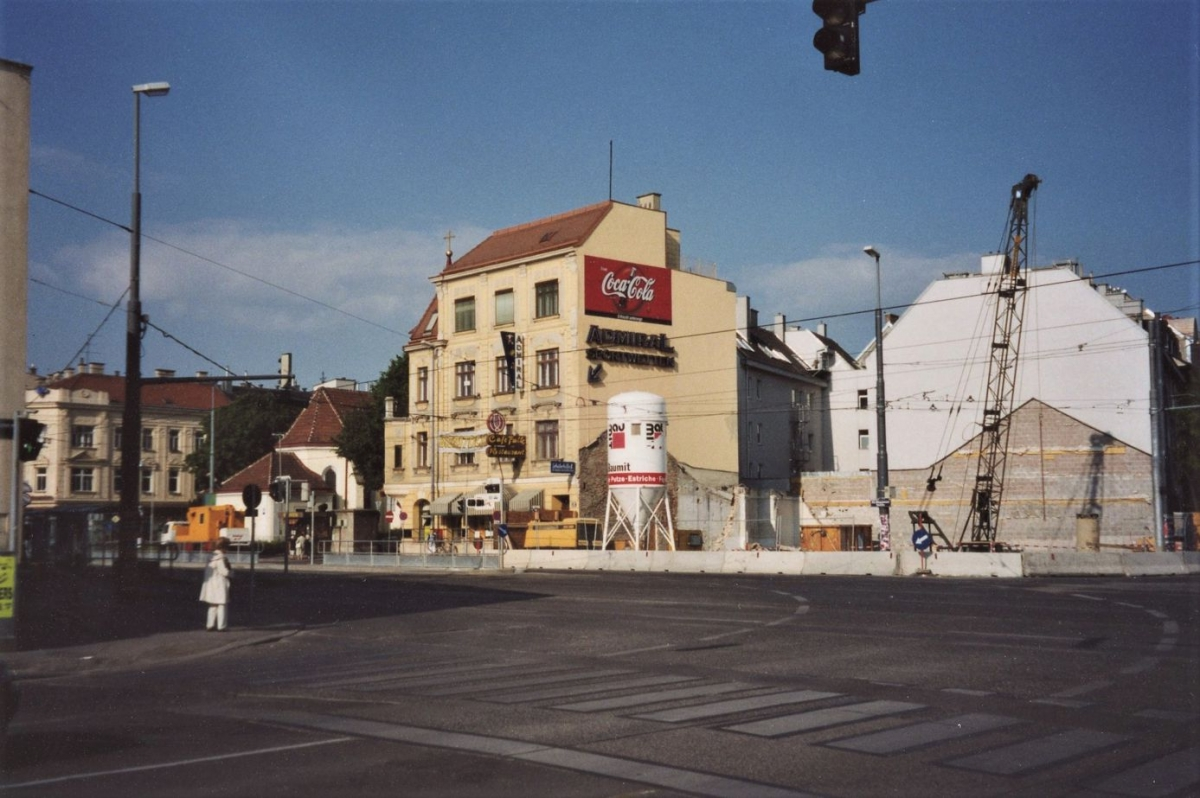
De bouw van de zuidelijke toegang in 2002, links op de foto de kerk.
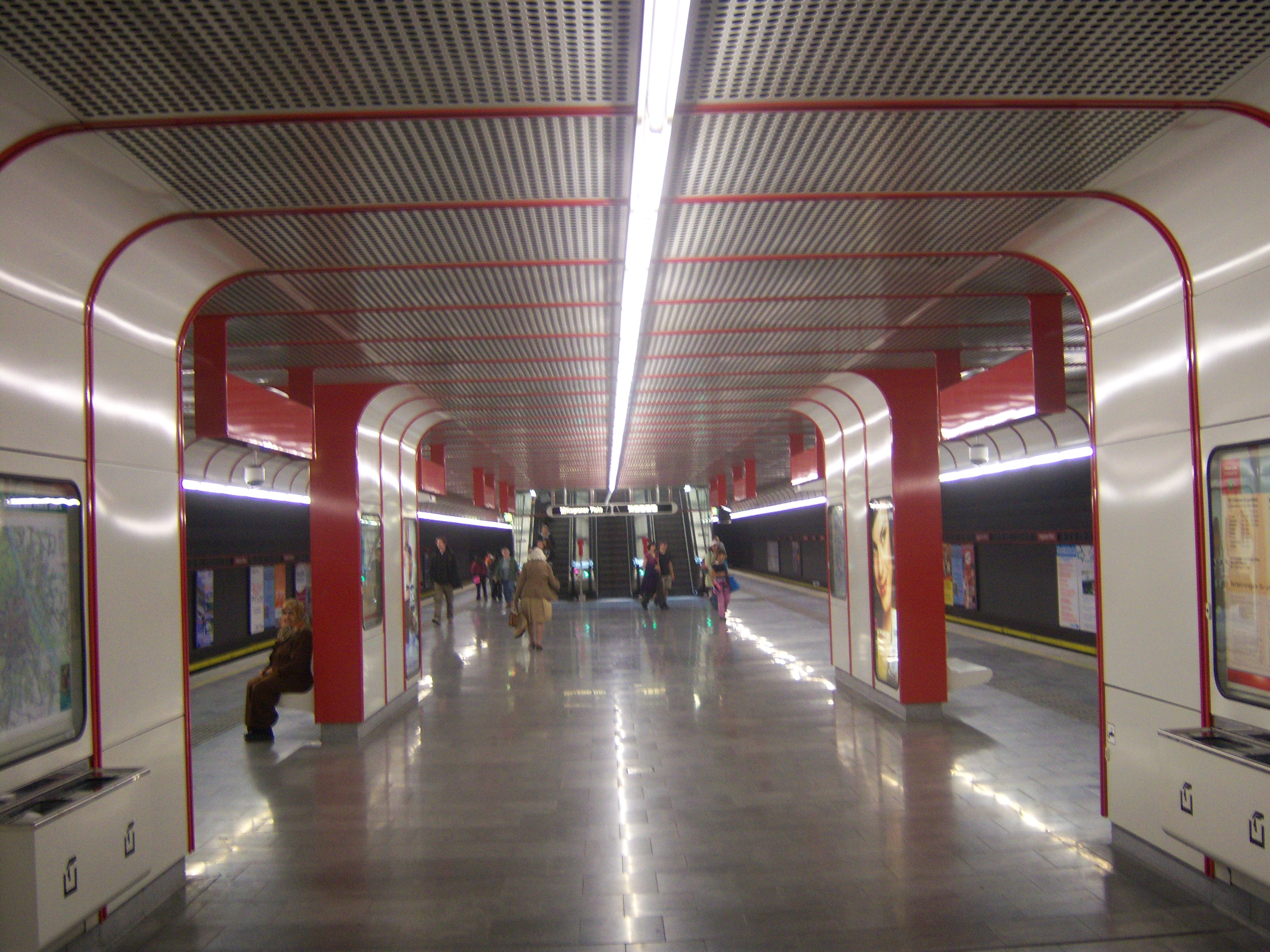
Het perron gezien uit het zuiden.
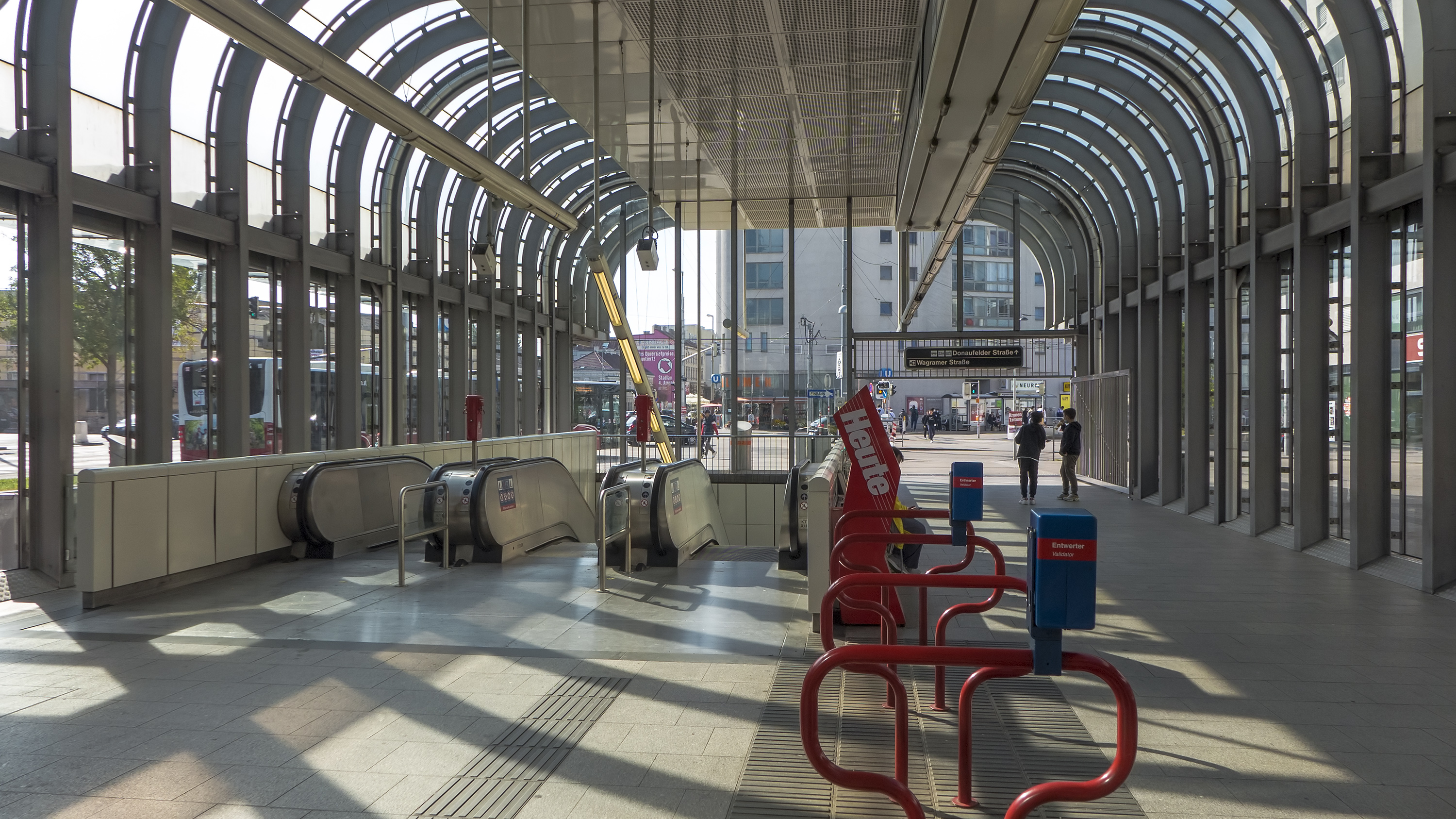
Stationsgebouw, interieur.